# Grižići
Grižići falu Horvátországban, Bród-Szávamente megyében. Közigazgatásilag Szibinhez tartozik.

## Fekvése
Bródtól légvonalban 14, közúton 20 km-re, községközpontjától légvonalban 5, közúton 9 km-re északnyugatra, Szlavónia középső részén, a Dilj-hegység déli lejtőin fekszik.

## Története
A „Bilice dol” lelőhelyen talált történelem előtti és középkori leletek tanúsága szerint területén már ősidők óta éltek emberek. Neve középkori forrásban nem szerepel, de a török uralom idején már bizonyosan létezett és a vrčindoli plébániához tartozott. Eredetileg a mainál magasabban az úttól távolabb feküdt és csak 1691, a török uralom alóli felszabadulás után települtek le lakói az út mellé. Grižići ezután az egykori Odvorci hajdútelepülés déli településrésze volt. A katonai közigazgatás megszervezése után Odvorcival együtt a bródi határőrezredhez tartozott. Odvorci a török kiűzése után keletkezett Boszniából, Likából és a Horvát Bánságból telepített katolikus horvátok betelepülésével, de legnagyobb részük az Una menti Dvor vidékéről érkezett, ezért őket összefoglaló néven „odvorci”nak hívták. Innen kapta aztán nevét az egykori Odvorci hajdútelepülés is. 1779-ben megalapították az odvorci plébániát és Grižićit is ide csatolták. Az 1780-as katonai határleírás szerint ez a falu Odvorcihoz tartozott. Az itt eredő forrás vize keleti irányban mély árokban folyt a Zdenac-patakba. A falu felett magasodó Sadovi nevű hegy uralta a látképét, keletre pedig a Jakačina Mala feletti hegy magasodott. A falunak ekkor még fa kápolnája volt. A Szent György temetőkápolnát 1862-ben építették, a falu Szent Mihály temploma pedig 1867-ben épült. 

Az első katonai felmérés térképén „Grisichi” néven található. Lipszky János 1808-ban Budán kiadott repertóriumában „Grixicha” néven szerepel. Nagy Lajos 1829-ben kiadott művében „Grixich” néven 40 házzal, 204 katolikus vallású lakossal találjuk. A katonai közigazgatás megszüntetése után 1871-ben Pozsega vármegyéhez csatolták. A 20. század elején Galíciából ruszin nyelvű görögkatolikus lakosság települt ide.
A településnek 1857-ben 168, 1910-ben 265 lakosa volt. Az 1910-es népszámlálás adatai szerint lakosságának 70%-a horvát, 28%-a ruszin anyanyelvű volt. Pozsega vármegye Bródi járásának része volt. Az első világháború után 1918-ban az új szerb-horvát-szlovén állam, majd később (1929-ben) Jugoszlávia része lett. A második világháború után önálló település lett. 1991-től a független Horvátországhoz tartozik. 1991-ben lakosságának 98%-a horvát nemzetiségű volt. 2011-ben a településnek 120 lakosa volt.

## Lakossága
| Lakosság változása | Lakosság változása | Lakosság változása | Lakosság változása | Lakosság változása | Lakosság változása | Lakosság változása | Lakosság változása | Lakosság változása | Lakosság változása | Lakosság változása | Lakosság változása | Lakosság változása | Lakosság változása | Lakosság változása | Lakosság változása |
| ------------------ | ------------------ | ------------------ | ------------------ | ------------------ | ------------------ | ------------------ | ------------------ | ------------------ | ------------------ | ------------------ | ------------------ | ------------------ | ------------------ | ------------------ | ------------------ |
| 1857               | 1869               | 1880               | 1890               | 1900               | 1910               | 1921               | 1931               | 1948               | 1953               | 1961               | 1971               | 1981               | 1991               | 2001               | 2011               |
| 168                | 198                | 170                | 187                | 185                | 265                | 202                | 213                | 227                | 234                | 244                | 198                | 173                | 158                | 149                | 120                |

(1931-ig Odvorci településrészeként, 1948-tól önálló településként.)

## Nevezetességei
Mihály arkangyal tiszteletére szentelt római katolikus temploma 1867-ben épült. Az odvorci plébánia filiája.

## Sport
NK Vatrogasac Grižići labdarúgóklub.